# Aimée Beekman
Aimée Beekman (nacida como Aimée Malla, Tallin, 20 de abril de 1933) es una directora de cine, escritora, dramaturga, traductora y guionista estonia adscrita a los géneros de la ciencia ficción, fantástico y literatura infantil. Se graduó en 1956 de la Universidad Panrusa Guerásimov de Cinematografía y trabajó para la compañía cinematográfica soviética Tallinnfilm entre 1956 y 1960. Inició su trabajo literario en 1956 escribiendo cuentos, para publicar su primera novela en 1964. 
Galardonada con el Premio Estatal de la República Socialista Soviética de Estonia, es una de las más prolíficas escritoras  femeninas en Estonia. Beekman fue esposa del escritor y traductor estonio Vladimir Beekman entre 1929 y 2009.

## Obras

### Literatura
- Väikesed inimesed (1964).
- Kaevupeegel (1966).
- Valgete vareste parv (1967).
- Kartulikuljused (1968).
- Väntorel (1970).
- Vanad lapsed (1972).
- Kuradilill (1974).
- Viinakuu (1975).
- Sugupuu (1977).
- Valikuvõimalus (1978).
- Tihnik (1980).
- Vabajooks (1982).
- Proovielu (2008).

### Cine
Cortometrajes
- Põhjakonn (1959).
- Peetrikese unenägu (1958).
- Üks moment, oodake! (1956).

Guionista
- Regina (1990).
- Õunkimmel (1981).
- Ühe küla mehed (1961).